# Marcel Rijckaert
Marcel Rijckaert (* 21. Juli 1924 in Adegem, Provinz Ostflandern; † 10. Mai 2001 in Gent) war ein belgischer Radrennfahrer und nationaler Meister im Radsport.

## Sportliche Laufbahn
Rijckaert begann 1940 mit dem Radsport und konnte die belgische Meisterschaft in der Anfängerklasse 1941 gewinnen. Er gewann die belgische Meisterschaft im Straßenrennen der Amateure 1943 noch als Junior. 1944 wurde er Berufsfahrer und blieb bis 1960 aktiv. Seinen ersten Vertrag als Profi erhielt er im Radsportteam Alcyon-Dunlop. Rijckaert war langjähriger Helfer von Raymond Impanis in der Mannschaft Mercier-Hutchinson.
1945 siegte er in der Belgien-Rundfahrt, 1947 in der Ronde van Oost-Vlaanderen und im Eintagesrennen von Knokke–Heist. 1953 war er in der Elfstedenronde und im Grand Prix Zele erfolgreich. 1956 siegte er erneut in der Elfstedenronde, im Grote Prijs Stad Sint-Niklaas und im Grand Prix Zele. Dazu kam eine Vielzahl an Siegen in kleineren belgischen Rennen. 1948 wurde er Dritter der Flandern-Rundfahrt, 1954 wurde er Vierter. 1954 wurde er Dritter im Rennen Paris–Roubaix, 1948 Siebenter. Im Omloop Het Volk erreichte er 1946 den 2. Platz, 1953 wurde er Dritter.

## Berufliches
Nach seiner Karriere als Profi arbeitete er als Fahrradmechaniker und war in der Radfabrik von Eddy Merckx beschäftigt.